# Монастир Кійомідзу
Монасти́р Кійомі́дзу або Кійомідзу-де́ра (яп. 清水寺, きよみずでら, МФА: [kʲijomid͡zu deɾa], «монастир чистої води») — буддистський монастир в Японії.  Належить секті Північна Хоссо.   Розташований за адресою: префектура Кіото, місто Кіото, район Хіґашіяма, Кійомідзу 1—294. Монастирський титул — гора Отова.  Заснований 778 року. Головною святинею монастиря є статуя тисячорукої Каннон. До цінних пам'яток належать золотий храм (національний скарб Японії), ворота охоронців (важлива культурна пам'ятка Японії), триярусна пагода (важлива культурна пам'ятка Японії), дзвіниця (важлива культурна пам'ятка Японії).
 Пам'ятка культури Кокуфу. Названий на честь водоспаду, що протікає в горах. 1994 року занесений до списку Світової спадщини ЮНЕСКО в Японії.

## Короткі відомості

### Заснування
За «Переказами Кійомідзудера» монастир було засновано 778 року Ентіном, ченцем обителі Кодзімадера провінції Ямато. Уві сні йому явилася бодгісаттва Тисячорука Каннон і наказала оселитися поблизу водоспаду Отова в горах сусідньої провінції Ямасіро. Чернець виконав наказ, заклавши монаше поселення на схилах гір. 780 року він випадково зустрівся із сьоґуном Саканоуе но Тамурамаро, який полював в околицях водоспаду. Дізнавшись, що дружина сьоґуна тяжко хвора, чернець вилікував її молитвою до бодгісаттви. Саканоуе став великим шанувальником Тисячорукої Каннон і вона допомогла йому отримати перемогу в північному поході проти еміші. 798 року сьоґун, спільно з Ентіном, збудували великий Головний храм на горі Отова на честь бодгісаттви. Він став центральною спорудою монастиря.
В «Записах про заснування Кійомідзудера», укладених на початку 9 століття, подається інша легенда. 780 року сьоґун Саканоуе вполював в горах оленя для свої вагітної дружини. В цю мить перед ним з'явився Ентін і пояснив, що вбивство живої істоти — це гріх. Коли сьоґун повернувся додому і розповів про цю пригоду дружині, вона сильно засмутилася. Для покути за свої численні гріхи, жінка знесла сьоґунську садибу і збудувала на її місці буддистський храм, в якому вшановувала бодгісаттву Каннон. Тим часом сам сьоґун мусив вирушати у північний похід, тому попрохав ченця Ентіна молитися за успіх кампанії. Вона завершилася перемогою японських військ. На знак подяки сьоґун перетворив свою резиденцію з храмом на монастир, а Ентіну допоміг стати одним із лекторів при дворі Імператора.
На основі цих переказів висуваються різні дати заснування Кійомідзудера — 778, 780 або 789 рік. Причиною цьому є неодностайність істориків у визначенні поняття «монастир»: чернече поселення чи поселення з храмом.

### Розвиток
Від часу заснування Кійомідзудера був приватним монастирем роду Саканоуе, нащадків мігрантів з материка. 805 року, за наказом Імператора Камму, обитель стала власністю Імператорського дому і держави. 810 року монастир отримав особливий статус місця проведення офіційних буддистських молебнів за здоров'я Імператора та його родини. Того ж року він вперше став іменуватися «Кійомідзудера».
Наприкінці 10 століття Кійомідзудера перейшла під патронат одного з найбільших буддистських монастирів Японії — Кофукудзі. Він був центром секти Хоссо і знаходився в місті Нара, на півдні японської столиці Кіото. Цей монастир ворогував із монастирем Енрякудзі, оплотом секти Тендай, розташованим на сході столиці. Конфлікти обох монастирів мали збройний характер, тому Кійомідзудера, який перебував поруч з Енрякудзі, неодноразово зазнавав погромів. Найбільших руйнувань обитель зазанала 1165 року, коли велика армія ченців-войнів з Енрякудзі, увірвалася до Кійомідзудера і спалила найбільші будівлі, включно з Головним храмом. Через 24 роки вся монастирська гора була перетворена на попіл загоном синтоїстських священників з кіотського святилища Ґіон.
Зростання серед японців віри у цілющі властивості бодхістаттви Каннон, поступово перетворило монастир на один із найбільших кіотських центрів цієї віри. Японські аристократи і простолуюдини прибували на прощу, вклонитися місцевому образу Каннон, жертвуючи великі суми грошей ченцям Кійомідзудера.
Завдяки популярності цього монастиря, його описи зустрічаються у багатьох літературних творах того часу.
Кійомідзудера знаходився по сусідству із войовничим монастирем Енрякудзі. Його озброєні монахи сохей часто нападали на опонентів, намагаючись відбити паству та забезпечити своє релігійне домінування у столиці. Навали з Енрякудзі особливо почастішали з 11 століття, внаслідок чого будівлі монастиря Кійомідзудера неодноразового перетворювалися на попіл, але знову відбудовувалися. Негативно на розвитку і збереженні культурних надбань Кійомідзудера позначились також самурайські міжусобиці 14 — 16 століть.
Сучасний центральний храм монастиря — «Головна зала», яку називають «Помостом Кійомідзу» (清水の舞台), вважається пам'яткою 10 століття, але насправді була перебудована 1633 року за наказом сьоґуна Токуґави Іеміцу. Серед стародавніх архітектурних споруд монастиря виділяють дзвіницю і Західні ворота. Узвіз, що бере початок від цих воріт відомий своїми крамничками, які існують тут з 17 століття. На півдні монастиря розташований водоспад Отова — популярне місце як серед сучасних відвідувачів, так і тих, які прибували сюди сотні років тому. З вершин монастиря відкриваються прекрасні види на сучасне Кіото.

### Будівлі та пам'ятки
Станом на 1997 рік Кійомідзудера займає площу 242 м². Основні будівлі розташовані на середньому схилі гори Отова. Вони мають кам'яний фундамент і оточені кам'яною кладкою. Від центрального входу монастиря — Воріт Ніо — пролягає дорога, яка веде до Головного храму. По дорозі розташовані Західні ворота, триярусна пагода, дзвіниця, бібліотека сутр, Храм засновника і Асакурський храм. На сході від Головного храму знаходяться Храм Шак'ямуні, Храм Аміди та Внутрішній павільйон. На південь від Головного храму протікають три струмки «водоспаду Отова», що дав назву монастирю. На південь від водоспаду лежить Долина парчевих хмар. За нею розташовані дочірній монастир Тайсандзі, призначений для молитов за успішні пологи, та маленька триярусна пагода, прозвана «Породільною». На півночі Головного храму знаходиться Павільйон звершень. Вся територія монастиря перетворена на парк.

### У культурі

«Ієрогліф року 2006» — «Життя». На згадку тих, хто народився, і тих, хто помер. На пам'ять про народження Імператорського онука, принца Хісахіто.

Кійомідзудера — одна з найпопулярніших тем в японській класичній літературі. Прощі та монастирські церемонії описані в «Щоденнику радника» Фудзівари но Мітінаґи (1021), «Записках у подушки» Сей Сьонаґон (початок 11 століття) та «Повісті про Ґендзі» Мурасакі Сікібу (1005). В «Нових і старих повістях»　(початок 12 століття) подається десять творів, в яких розповідається про чудеса Кійомідзудера. Центральний твір присвячений бідній дівчині, яка завдяки молитвам монастирській бодгісатві Каннон, отримала багатство, щастя і гарного чоловіка. В «Новій збірці старих і нових японських пісень» вміщено два вірші, що оспівують Кійомідзудера. «Повість років Хейдзі» та «Повість про дім Тайра» (13 століття) згадують про популярність культу Тисячорукої Канон в столиці та чудеса пов'язані із нею в монастирі.
Кійомідзудера також оспівана у п'єсах японського драматичного театру но: «Тамура», «Моріхіса», «Кумано»; у виставах комедійного театру кьоґен: «Отяномідзу», «Іґуї», «Імодзі»; а також казках-оповіданнях: «Хлопчик Іссумбосі» та «Країна Брахми». Монастирські розповіді лягли в основу театральних постановок японських міщанського театру кабукі та лялькового театру дзьорурі.
Починаючи з 1995 року в Кійомідзудера проводиться церемонія «Ієрогліф року» за підтримки Товариства ієрогліфічного тестування Японії. Ієрогліф обирається шляхом народного голосування і покликаний символізувати головну подію року, що минає, для більшості японців. Церемонія відбувається щорічно 12 грудня, в «день ієрогліфа».
2007 року Кійомідзудера став одним із чотирнадцяти фіналістів конкурсу «Семи нових чудес світу», організованого швейцарським урядовим фондом.